# Xanthocnemis sinclairi
Xanthocnemis sinclairi là một loài chuồn chuồn kim trong họ Coenagrionidae.
Xanthocnemis sinclairi được miêu tả khoa học năm 1987 bởi Rowe.